# Herman (ärkebiskop)

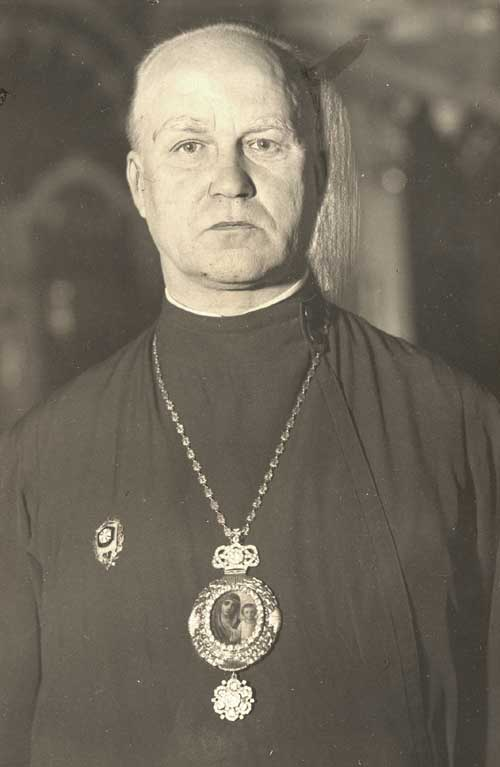
Herman (1934).

Herman Aav, född 2 september 1878 i Hellamaa på ön Moon i Estland, död 14 januari 1961 i Kuopio, var ärkebiskop i Ortodoxa kyrkan i Finland. 
Herman fick sin teologiska utbildning i Riga och verkade i Estland fram till 1923, då han vigdes till tjänstgöring i Finland. Han sökte som ärkebiskop från 1925 utveckla det ortodoxa kyrkosamfundet på självständig finländsk grund och ledde skickligt dess återuppbyggnadsarbete efter andra världskriget. Som teolog fäste han särskild vikt vid liturgin.